# Joe Marchant
Pour les articles homonymes, voir Marchant.
Pas d'image ? Cliquez ici

a Compétitions nationales et continentales officielles uniquement.

b Matchs officiels uniquement.
Dernière mise à jour le 7 août 2025.
Joe Marchant, né le 16 juillet 1996 à Winchester (Angleterre), est un joueur international anglais de rugby à XV évoluant principalement au poste de centre et occasionnellement comme ailier. Il joue en Top 14 au sein du club du Stade français Paris à partir de 2023.

## Biographie

### Jeunesse et formation
Joe Marchant commence la pratique du rugby à XV à l'âge de six ans au Winchester RFC (en) jusqu'en 2012. Il étudie au Peter Symonds College (en), où il est diplômé, il est également capitaine de l'équipe de rugby.
En parallèle, il pratique karaté où il est ceinture noire.
En 2014, il rejoint l'académie (centre de formation) des Harlequins.
Durant sa jeunesse, il est tout d'abord sélectionné en équipe d'Angleterre des moins de 18 ans, il joue quatorze matchs et marque un essai.
Pendant la saison 2014-2015, il est prêté au club de Worthing RFC, en National League 2 South (quatrième division), où il joue dix matchs et inscrit trente-sept points. Pendant la saison, il représente l'équipe d'Angleterre des moins de 20 ans et remporte le Tournoi des Six Nations des moins de 20 ans 2015 avec eux,.

### Débuts avec les Harlequins, prêt aux London Scottish puis titulaire aux Harlequins (2015-2019)
Après son prêt au Worthing RFC, Joe Marchant fait ses débuts professionnels avec les Harlequins contre les Newcastle Falcons en mai 2015.
En début de saison 2015-2016, il est prêté au club des London Scottish qui évolue en RFU Championship et prend part à cinq rencontres. Il est rappelé par les Harlequins et prend part aux huit dernières rencontres du club en championnat. Les Quins terminent à la septième place du classement et ne se qualifient donc pas pour les phases finales. À l'issue de la saison,  il est retenu pour le Championnat du monde junior 2016 où il inscrit quatre essais, dont deux dans la finale remportée contre l'Irlande. 
La saison suivante, en 2016-2017, ses bonnes performances avec les équipes de jeunes anglaises lui permettent d'obtenir une convocation dans une sélection élargie de quarante-cinq joueurs pour jouer avec l'équipe d'Angleterre pour les tests de novembre. En club, il devient un titulaire à part entière au poste de deuxième centre avec les Harlequins, il dispute vingt-quatre matchs titulaires sur vingt-cinq et inscrit dix essais. Son club termine à la sixième place et ne se qualifie pas pour les phases finales encore une fois. Le 20 avril 2017, il est sélectionné avec quatorze autres joueurs n'ayant aucune sélection pour la tournée d'été en Argentine, mais il déclare forfait à cause d'une blessure.
En 2017-2018, Marchant ne confirme pas vraiment sa saison précédente et les Harlequins réalisent une mauvaise saison, terminant à la dixième place en Premiership et derniers de leur groupe en Coupe d'Europe,.
Joe Marchant et les Harlequins réalisent une meilleure saison en 2018-2019, il inscrit quatorze essais en vingt-quatre rencontres au total, les Quins terminent à la cinquième place en Premiership. Grâce à ces bonnes performances avec son club lors de cette saison, il est sélectionné pour les test-matchs de préparation à la Coupe du monde 2019. Il connaît sa première cape internationale contre le pays de Galles à Londres le 11 août 2019, en remplaçant Jonathan Joseph. Il joue deux autres rencontres contre l'Irlande et l'Italie où il inscrit son premier essai international lors de sa première titularisation, mais il n'est finalement pas retenu pour la Coupe du monde 2019.

### Prêt aux Blues et champion d'Angleterre (2020-2022)
En début de saison 2019-2020, Joe Marchant joue cinq rencontres avec les Quins avant que les Blues n'annoncent sa signature le 10 novembre 2019 pour le Super Rugby 2020. Marchant confirme cette signature et précise que c'est un prêt dans le cadre d'une clause sabbatique accordé par les Harlequins afin de gagner en expérience, il a également prolongé son contrat jusqu'en 2023 avec les Harlequins. Il joue son premier match avec les Blues contre les Chiefs le 31 janvier 2020, il prend part aux six premières journées du Super Rugby en tant que titulaire, mais la saison est suspendue définitivement à cause de la pandémie de Covid-19. Le Super Rugby Aotearoa est mis en place pour pallier l'arrêt du Super Rugby 2020, il prend part à une rencontre dans cette compétition, avant de voir son prêt se terminer et de retourner en Angleterre. Il termine la saison 2019-2020, qui a donc été reportée, avec les Harlequins. Il prend part à la finale de Coupe d'Angleterre perdue contre les Sale Sharks. Les Quins terminent 6e de Premiership.
Par la suite, il est sélectionné pour participer à la Coupe d'automne des nations fin 2020, il est notamment inscrit sur la feuille de match, mais ne rentre pas en jeu lors de la victoire anglaise en finale contre la France,. Début 2021, il est également sélectionné pour le Tournoi des Six Nations 2021, où il joue une rencontre lors de la dernière journée contre l'Irlande. En club, la saison 2020-2021 est une réussite pour Marchant et les Harlequins, ils sont champions d'Angleterre et il inscrit neuf essais durant cette saison. Pendant la demi-finale, il inscrit un doublé et les Quins s'imposent 43-36 contre les Bristol Bears après avoir été mené de vingt-huit points. Il est titulaire lors de la finale remportée contre les Exeter Chiefs. Après la saison, Marchant est ensuite sélectionné pour les tests d'été 2021.
L'Angleterre le sélectionne à nouveau pour les tests de novembre 2021, puis pour le Tournoi des Six Nations 2022 où il prend part aux cinq rencontres, dont quatre comme titulaire. Pendant la saison, les Harlequins font de nouveau une bonne saison, terminant à la troisième place en championnat et se qualifient en demi-finale, mais sont éliminés par les Saracens, Marchant inscrit sept essais en quatorze matchs de Premiership. Il inscrit également trois essais en cinq rencontres de Coupe d'Europe, dont deux en huitième de finale, à l'aller et au retour contre Montpellier, mais ils sont éliminés. L'été suivant, il est sélectionné pour la tournée en Australie.

### Dernière saison avec les Harlequins et participation à la Coupe du monde (2022-2023)
En octobre 2022, Joe Marchant est en contact avancé avec le Stade français Paris pour la saison 2023-2024, car il est en fin de contrat à la fin de la saison 2022-2023 et parce que le sélectionneur anglais ne semble pas compter sur lui,. En novembre, il est sélectionné par les Barbarians pour affronter les All Blacks XV (en), match dans lequel il inscrit un essai et son équipe s'impose 35 à 31. Le mois suivant, son transfert au Stade français est officialisé. Le nouveau sélectionneur de l'Angleterre, Steve Borthwick, le convoque dans son premier groupe de joueurs sélectionnés pour prendre part au Tournoi des Six Nations 2023. Il est titularisé lors de la première journée contre l'Écosse mais son équipe est défaite 29 à 23 à domicile. Après ce match, il fait les frais de cette défaite et n'est pas retenu pour les trois journées suivantes. Il est finalement rappelé en tant que remplaçant pour le dernier match contre l'Irlande. Après une ultime défaite face aux Irlandais, son équipe termine à la quatrième place de la compétition après un Tournoi décevant de leur part. Pour sa dernière saison avec les Harlequins, il dispute vingt-et-une rencontres et inscrit neuf essais.
Au mois de juin, il est convoqué dans une pré-liste de vingt-huit joueurs pour préparer la Coupe du monde 2023. À la fin du mois, il est de nouveau appelé avec le XV de la Rose dans un groupe de quarante-et-un joueurs pour les matchs de préparation à la Coupe du monde 2023,. Finalement, début août, il est définitivement sélectionné pour la Coupe du monde. Il dispute quatre matchs de préparation, trois en tant que titulaire et inscrit un essai,. Pendant la compétition, il est régulièrement aligné en tant que titulaire au poste de deuxième centre avec Manu Tuilagi,, il inscrit deux essais décisifs contre le Japon et les Fidji,. En fin de compétition, il remporte la finale pour la troisième place contre l'Argentine sur le score de 26 à 23.

### Départ en France (2023- )
Après la Coupe du monde, Joe Marchant rejoint son nouveau club et n'est donc plus sélectionnable par l'Angleterre. Il fait ses débuts avec le Stade français en novembre 2023 à l'occasion de la sixième journée de Top 14 face au Lyon OU où il est aligné en tant que titulaire au poste de deuxième centre et associé à Jeremy Ward. Lors de la saison, il dispute vingt rencontres, dont seulement une en tant que remplaçant, mais n'inscrit pas d'essai. Avec son club, il est éliminé en demi-finale du Top 14.
Durant la saison 2024-2025, il réalise un exercice complet avec vingt-six matchs joué pour vingt-trois titularisations et six essais marqués. En fin de saison, alors qu'il lui reste un an de contrat avec le club parisien, il est annoncé partant. Toutefois, il est finalement qu'il reste bien au Stade français pour la saison suivante. Courant juin 2025, il est sélectionné avec les Barbarians afin d'affronter l'Afrique du Sud. Les Barbarians sont largement battus par les Springboks sur le score de 7 à 54.

## Statistiques

### En club et franchise
| Saison                | Club                  | Compétition                | Matchs | Points | Essais |
| --------------------- | --------------------- | -------------------------- | ------ | ------ | ------ |
| 2014-2015             | Harlequins            | Championnat d'Angleterre   | 1      | -      | -      |
| 2015-2016             | Harlequins            | Championnat d'Angleterre   | 7      | 5      | 1      |
| 2015-2016             | London Scottish       | RFU Championship           | 5      | -      | -      |
| 2016-2017             | Harlequins            | Championnat d'Angleterre   | 20     | 40     | 8      |
| 2016-2017             | Harlequins            | Challenge européen         | 4      | 10     | 2      |
| 2016-2017             | Harlequins            | Coupe anglo-galloise       | 3      | -      | -      |
| 2017-2018             | Harlequins            | Championnat d'Angleterre   | 15     | 10     | 2      |
| 2017-2018             | Harlequins            | Coupe d'Europe             | 3      | 5      | 1      |
| 2017-2018             | Harlequins            | Coupe anglo-galloise       | 2      | 5      | 1      |
| 2018-2019             | Harlequins            | Championnat d'Angleterre   | 19     | 55     | 11     |
| 2018-2019             | Harlequins            | Challenge européen         | 5      | 15     | 3      |
| 2019-2020             | Harlequins            | Championnat d'Angleterre   | 10     | 20     | 4      |
| 2019-2020             | Harlequins            | Premiership Rugby Cup (en) | 3      | -      | -      |
| 2020                  | Blues                 | Super Rugby                | 6      | 15     | 3      |
| 2020                  | Blues                 | Super Rugby Aotearoa       | 1      | -      | -      |
| 2020-2021             | Harlequins            | Championnat d'Angleterre   | 19     | 47     | 9      |
| 2020-2021             | Harlequins            | Coupe d'Europe             | 1      | -      | -      |
| 2021-2022             | Harlequins            | Championnat d'Angleterre   | 14     | 35     | 7      |
| 2021-2022             | Harlequins            | Coupe d'Europe             | 5      | 15     | 3      |
| 2022-2023             | Harlequins            | Championnat d'Angleterre   | 16     | 40     | 8      |
| 2022-2023             | Harlequins            | Champions Cup              | 5      | 5      | 1      |
| 2023-2024             | Stade français Paris  | Championnat de France      | 19     | -      | -      |
| 2023-2024             | Stade français Paris  | Champions Cup              | 1      | -      | -      |
| 2024-2025             | Stade français Paris  | Championnat de France      | 23     | 30     | 6      |
| 2024-2025             | Stade français Paris  | Champions Cup              | 3      | -      | -      |
| Total Harlequins      | Total Harlequins      | Total Harlequins           | 152    | 307    | 61     |
| Total London Scottish | Total London Scottish | Total London Scottish      | 5      | 0      | 0      |
| Total Blues           | Total Blues           | Total Blues                | 7      | 15     | 3      |
| Total Stade français  | Total Stade français  | Total Stade français       | 46     | 30     | 6      |
| Total                 | Total                 | Total                      | 210    | 352    | 70     |

### En équipe nationale
Joe Marchant compte 26 capes en équipe d'Angleterre, dont 17 en tant que titulaire, depuis le 11 août 2019 contre le pays de Galles à Twickenham. Il inscrit quatre essais, vingt points.
Il prend part à une édition de la Coupe du monde en 2023, il dispute sept rencontres, six en tant que titulaire, et inscrit deux essais.
| Année | Compétition                 | Matchs | Points | Essais |
| ----- | --------------------------- | ------ | ------ | ------ |
| 2019  | Test matchs                 | 3      | 5      | 1      |
| 2020  | Coupe d'automne des nations | 1      | -      | -      |
| 2021  | Six Nations                 | 1      | -      | -      |
| 2021  | Test matchs                 | 2      | -      | -      |
| 2022  | Six Nations                 | 5      | -      | -      |
| 2022  | Test matchs                 | 1      | -      | -      |
| 2023  | Six Nations                 | 2      | -      | -      |
| 2023  | Test matchs                 | 4      | 5      | 1      |
| 2023  | Coupe du monde              | 7      | 10     | 2      |
| Total | Total                       | 26     | 20     | 4      |

| Numéro | Date              | Lieu                         | Adversaire | Compétition    | Résultat | Score |
| ------ | ----------------- | ---------------------------- | ---------- | -------------- | -------- | ----- |
| 1      | 6 septembre 2019  | St James' Park, Newcastle    | Italie     | Test match     | Victoire | 37-0  |
| 2      | 26 août 2023      | Stade de Twickenham, Londres | Fidji      | Test match     | Défaite  | 22-30 |
| 3      | 17 septembre 2023 | Stade de Nice, Nice          | Japon      | Coupe du monde | Victoire | 34-12 |
| 4      | 15 octobre 2023   | Stade Vélodrome, Marseille   | Fidji      | Coupe du monde | Victoire | 30-24 |

## Palmarès

### En club
- Finaliste de la Coupe d'Angleterre en 2020 (en) avec les Harlequins.
- Vainqueur du Championnat d'Angleterre en 2021 avec les Harlequins.

### En équipe nationale
- Vainqueur du Tournoi des Six Nations des moins de 20 ans en 2015 avec l'équipe d'Angleterre des moins de 20 ans.
- Vainqueur du Championnat du monde junior en 2016 avec l'équipe d'Angleterre des moins de 20 ans.
- Vainqueur de la Coupe d'automne des nations en 2020 avec l'équipe d'Angleterre.
- Troisième de la Coupe du monde en 2023 avec l'équipe d'Angleterre.